# Sobór Okowieckiej Ikony Matki Bożej w Rżewie
Sobór Okowieckiej Ikony Matki Bożej (ros. Собор Оковецко-Ржевской иконы Божией Матери) lub w skrócie sobór Okowiecki (ros. Око́вецкий собо́р) – klasycystyczny sobór w rosyjskim mieście Rżew, w obwodzie twerskim. Od 2011 siedziba eparchii rżewskiej.

## Historia
W XVII wieku w tym miejscu wzniesiono drewnianą cerkiew św. Jana Chrzciciela. Obecną świątynię wzniesiono w latach 1818-1832, w 1842 roku ukończono budowę dzwonnicy. W czasach sowieckich budynek zdesakralizowano, w cerkwi znajdował się magazyn i muzeum. Funkcje sakralne odzyskała w latach 90. XX wieku. W 2011 roku powołano eparchię rżewską, a sobór stał się jej siedzibą.

## Galeria

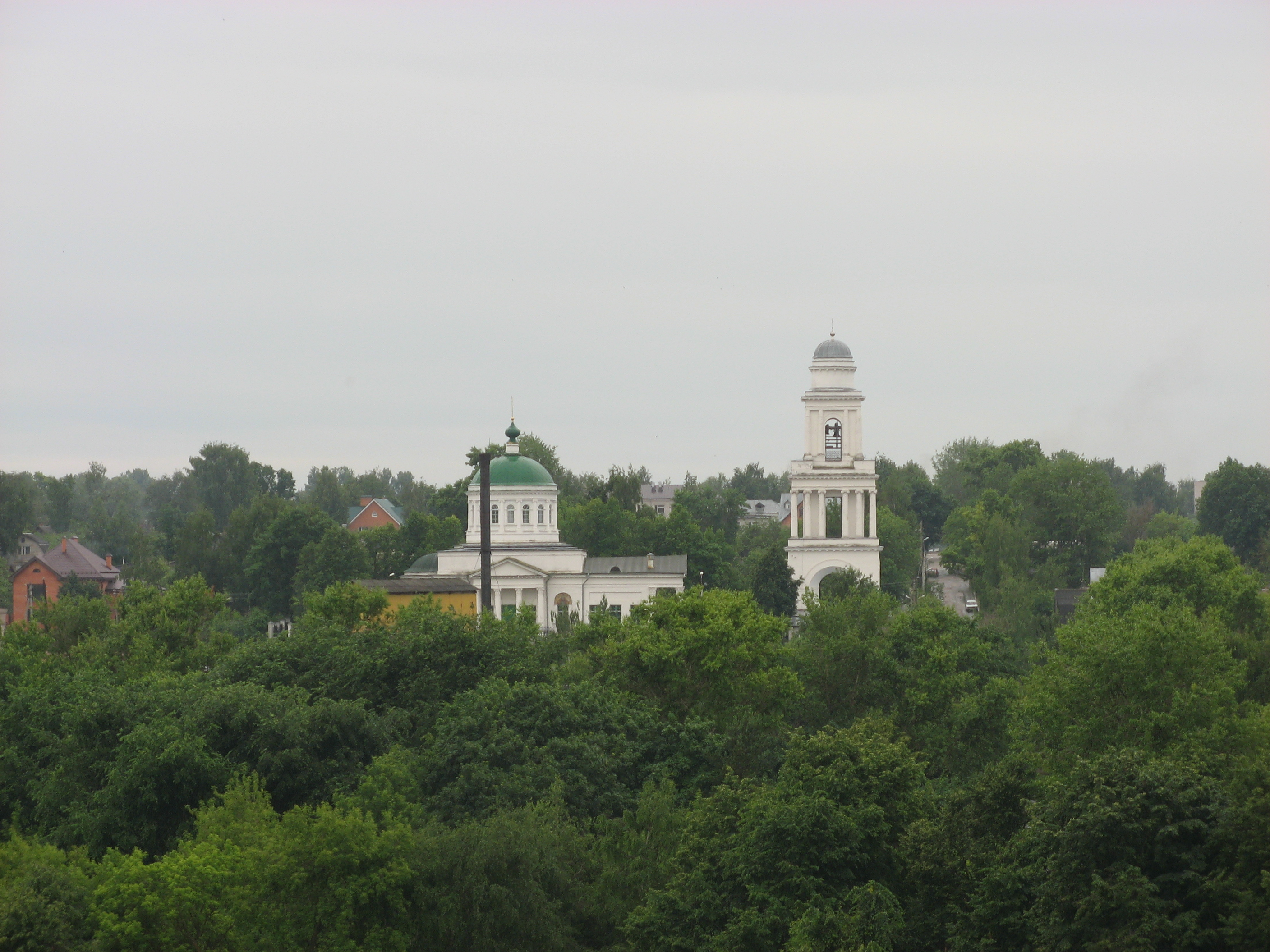
Widok z północy
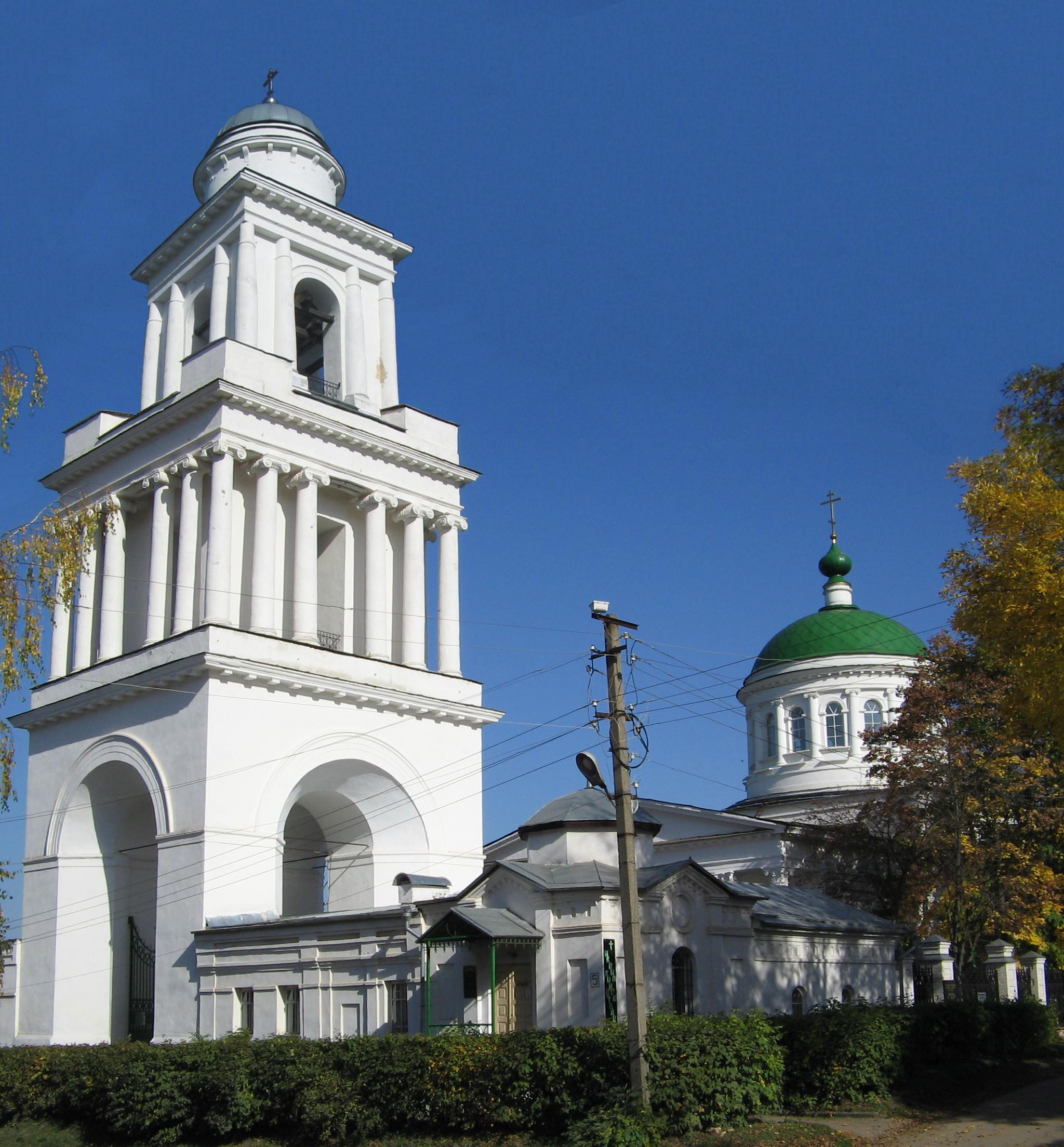
Widok na sobór z południowego zachodu
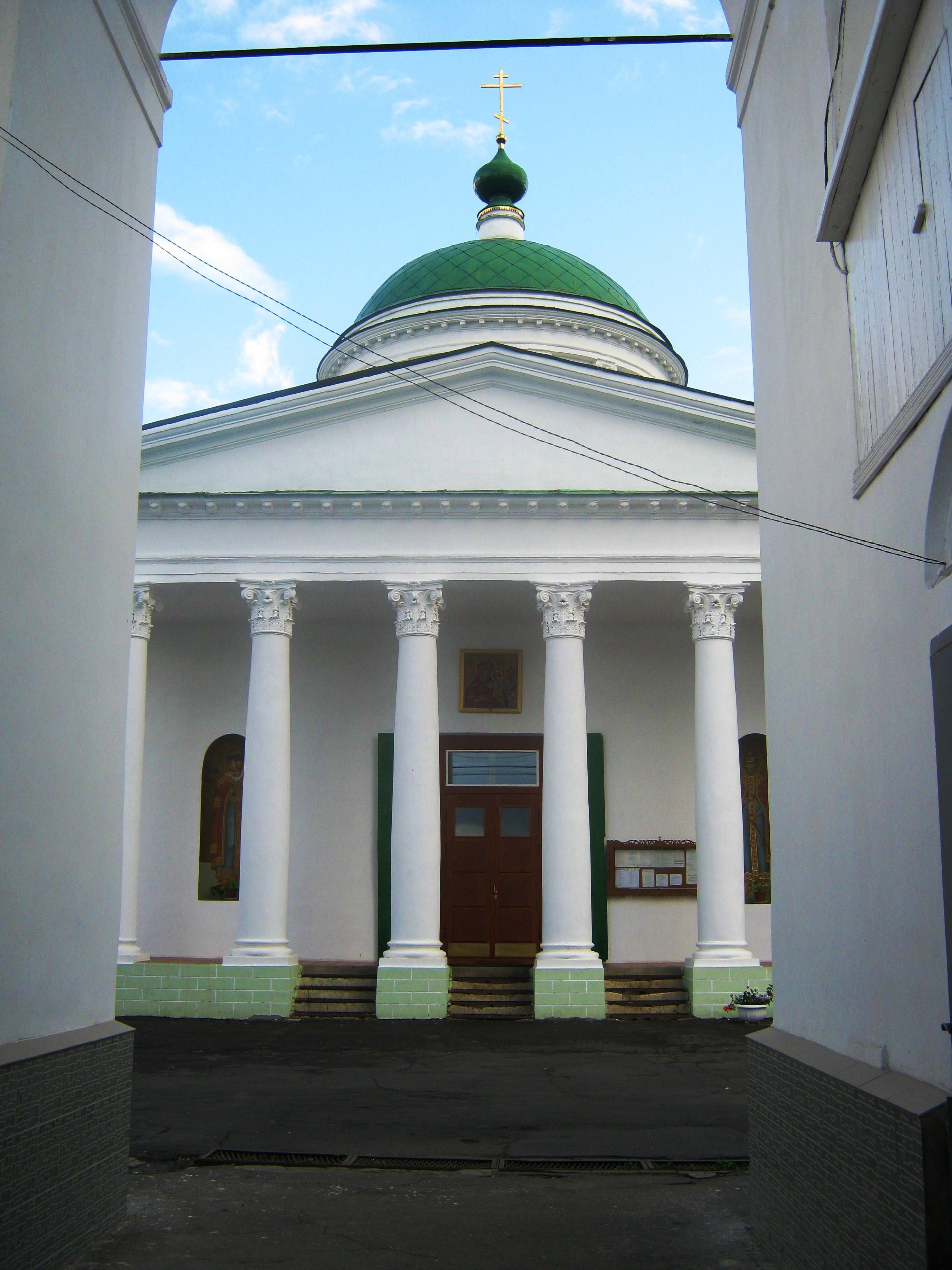
Fasada
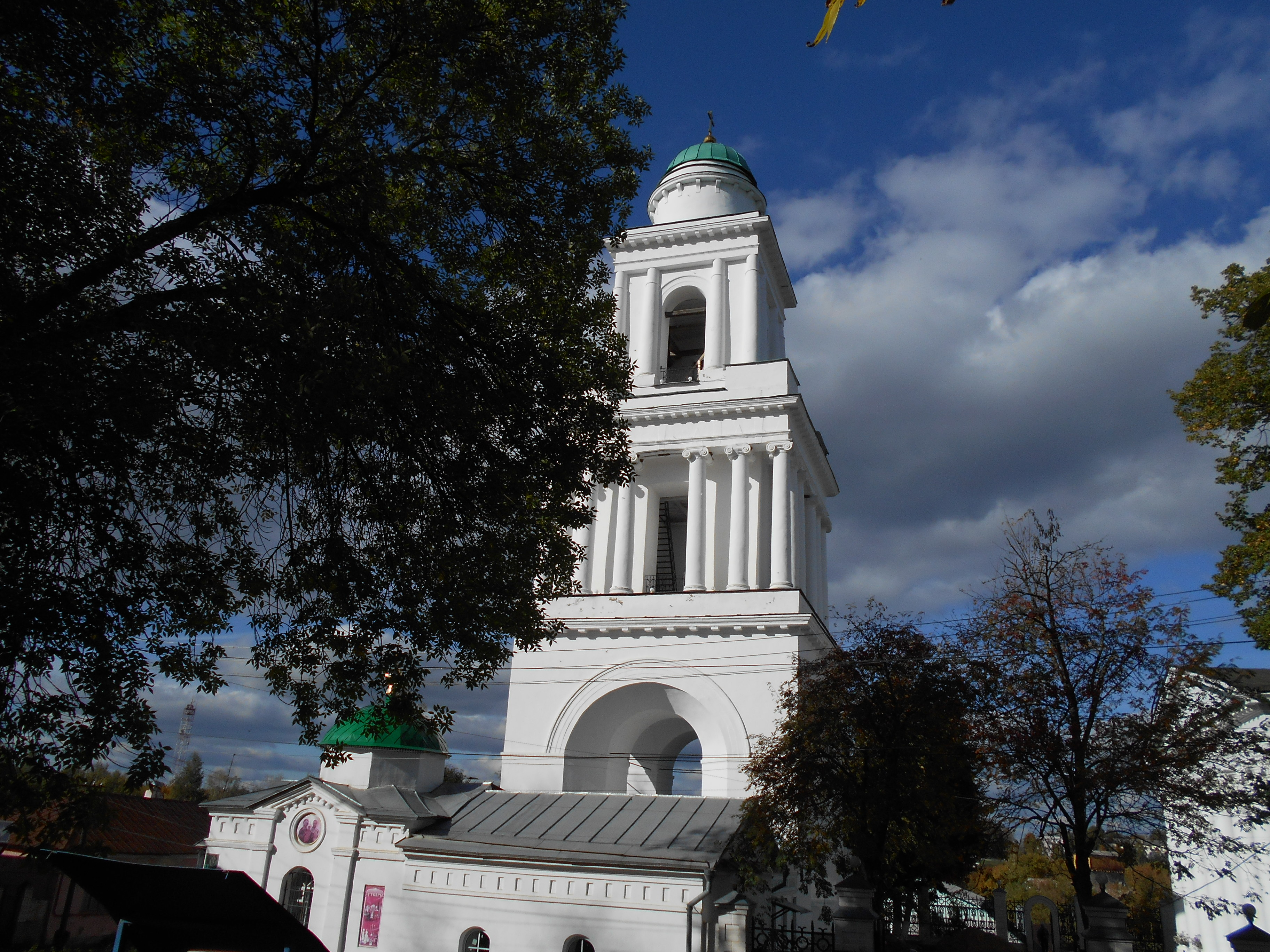
Dzwonnica